# JJ Engelbrecht
Pour les articles homonymes, voir Engelbrecht.

a Compétitions nationales et continentales officielles uniquement.

b Matchs officiels uniquement.
Dernière mise à jour le 2 décembre 2020.
Johannes Jacobus Engelbrecht, plus connu comme JJ Engelbrecht, né le 22 février 1989 au Port Elizabeth (Afrique du Sud), est un joueur de rugby à XV international sud-africain, évoluant au poste de centre ou de ailier.

## Carrière

### En club
JJ Engelbrecht rejoint en 2007 l'académie de la Eastern Province, dans sa région natale, avant de rejoindre l'année suivante la Western Province, avec qui il termine sa formation.
Sa carrière professionnelle débute en 2009 avec la Western Province lorsqu'il est appelé à disputer la Vodacom Cup, puis la Currie Cup lus tard la même année. En 2009, il dispute également la Varsity Cup (en) (championnat universitaire sud-africain), avec l'équipe des Maties,. En 2011, il rejoint l'effectif de la franchise des Stormers pour disputer le Super Rugby, mais ne dispute aucune rencontre en raison d'une forte concurrence,. 
En 2012, il décide de changer de province pour rejoindre les Blue Bulls, ainsi que la franchise des Bulls. Il joue son premier match en Super Rugby le 24 février 2012 contre les Sharks. Il joue quatre saisons avec les Bulls, où il dispute soixante-cinq rencontres, et s'impose comme un élément important.
Il quitte ensuite l'Afrique du Sud pour le Japon en 2015, et rejoint les Toyota Industries Shuttles en Top League.
En janvier 2016, il effectue une courte pige de quelques mois avec la province galloise des Ospreys en Pro12.
Après trois saisons au Japon, il retourne jouer aux Stormers pour disputer la saison 2018 de Super Rugby. Il joue également avec la Western Province lors de la Currie Cup 2018.
Entre juillet et octobre 2019, il fait un passage à l'ASM Clermont en Top 14, en qualité de joker Coupe du monde. Il ne joue qu'une seule rencontre avec le club auvergnat, le 13 octobre 2019 à Bordeaux, où il sort blessé au bout de 19 minutes de jeu.
En 2020, il rejoint la franchise japonaise des Sunwolves, pour la dernière saison de l'équipe en Super Rugby, et dispute cinq matchs,

### En équipe nationale
JJ Engelbrecht est sélectionné pour la première fois avec les Springboks en juin 2012 par le sélectionneur Heyneke Meyer. Il obtient sa première cape internationale le 18 août 2012 à l’occasion d’un match contre l'équipe d'Argentine au Cap. Il enchaine en jouant onze matchs en 2013, ce qui lui permet d'obtenir un contrat fédéral pour l'année 2014. Il ne dispute cependant aucun match en 2014 en raison d'une baisse de forme, et n'est pas rappelé en sélection.
En 2015, il joue avec le XV mondial contre l'Afrique du Sud, lorsque ceux-ci se préparent pour la Coupe du monde 2015.

## Palmarès

### En club
- Vainqueur de la Currie Cup en 2012, 2014 et 2017 avec la Western Province.

## Statistiques
Au 2 décembre 2020, JJ Engelbrecht compte 12 capes en équipe d'Afrique du Sud, dont neuf en tant que titulaire, depuis le 18 août 2012 contre l'équipe d'Argentine au Cap. 
Il participe à deux éditions du Rugby Championship, en 2012 et 2013. Il dispute sept rencontres dans cette compétition.